# La ragazza senza nome
La ragazza senza nome (La Fille inconnue) è un film del 2016 diretto da Jean-Pierre e Luc Dardenne.
Il film è stato presentato in concorso al Festival di Cannes 2016.

## Trama
Jenny Davin è una giovane dottoressa molto stimata al punto che un importante ospedale ha deciso di offrirle un incarico di rilievo. Intanto conduce il suo ambulatorio di medico condotto dove va a fare pratica Julien, uno studente in medicina. Una sera, un'ora dopo la chiusura, qualcuno suona al campanello e Jenny decide di non aprire. Il giorno dopo la polizia chiede di vedere la registrazione del video di sorveglianza dello studio perché una giovane donna è stata trovata morta nelle vicinanze. Si tratta di colei a cui Jenny non ha aperto la porta. Sul corpo non sono stati trovati documenti. A questo punto, tormentata dai sensi di colpa, Jenny decide di scoprire l'identità della ragazza, per poterle dare almeno una degna sepoltura.

## Riconoscimenti
- 2016 - Festival di Cannes
  - Candidatura per la Palma d'oro